# USS Shangri-La (CV-38)

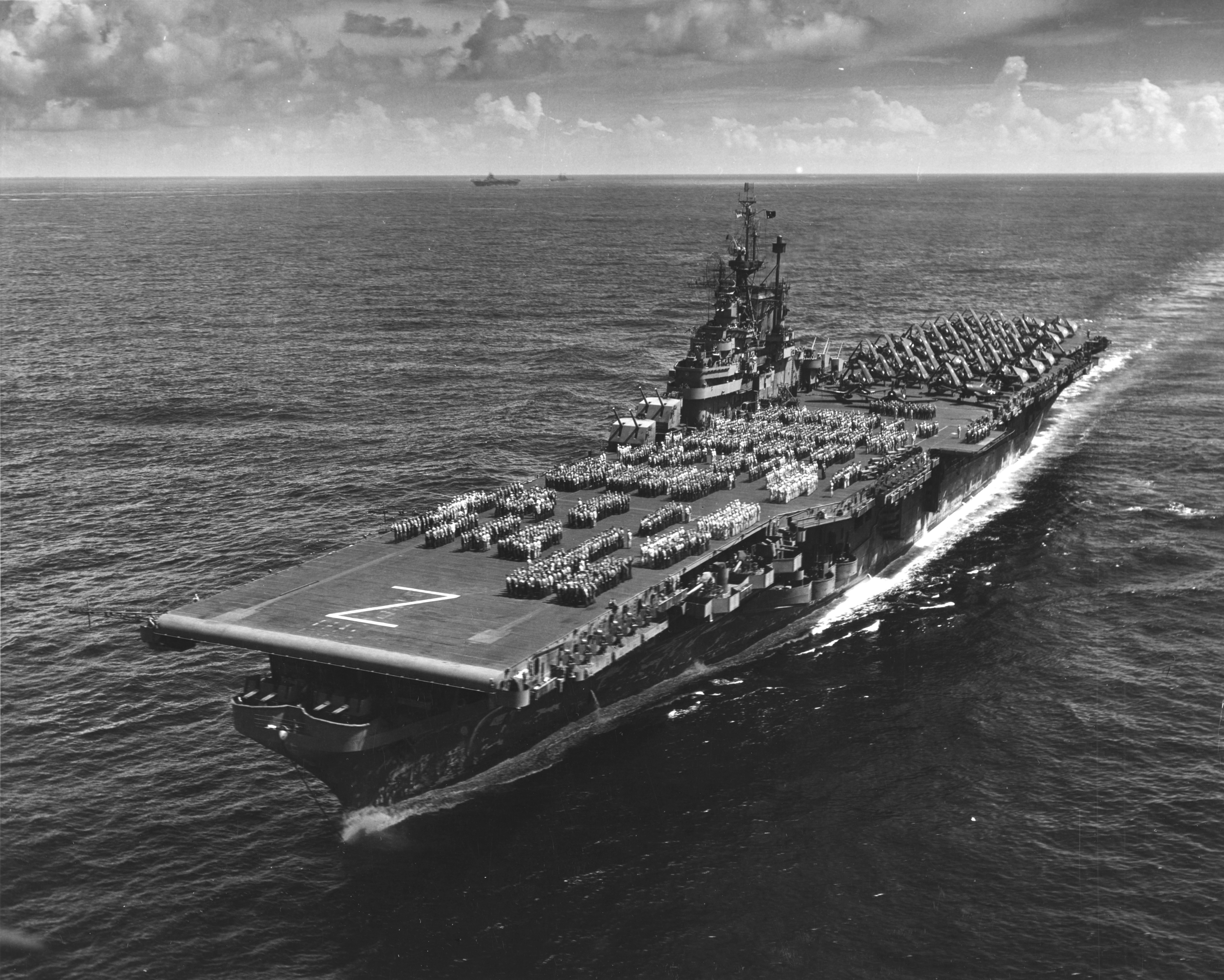
USS Shangri-La till sjöss, 17 augusti 1946.

USS Shangri-La (CV/CVA/CVS-38) var ett av 24 hangarfartyg av Essex-klass som byggdes för amerikanska flottan under och kort efter andra världskriget. Fartyget är det enda i amerikanska flottan med det namnet, döpt efter det fiktiva landet Shangri-La. Fartyget togs i tjänst 1944 och deltog i flera strider i Stillahavskriget under andra världskriget och mottog två battle stars. 
Liksom många av hennes systerfartyg togs hon ur tjänst strax efter krigsslutet men moderniserades och togs åter i tjänst i början av 1950-talet och omklassificerades till ett attackhangarfartyg (CVA). Hon opererade i både Stilla havet och Atlanten/Medelhavet under flera år innan hon i slutet av sin karriär omklassificerades till ett ubåtsjakthangarfartyg (CVS). Hon mottog tre battle stars för tjänstgöring i Vietnamkriget.
Shangri-La utrangerades 1971 och såldes för skrotning 1988.